# ألتيناي بوتوياروفا
ألتيناي بوتوياروفا (بالقرغيزية: Алтынай Ботоярова؛ من مواليد 27 ديسمبر 2004) عارضة أزياء قرغيزية وحاملة لقب ملكة جمال توجت ملكة جمال قرغيزستان 2021، في 21 سبتمبر 2022، تم تعيينها رسميًا كمرشحة لملكة جمال الكون 2022 في قيرغيزستان . بينما كانت تحمل اللقب، كانت تدرس لتصبح مصممة.
تنافست بوتوياروفا في مسابقة ملكة جمال الكون 2022 في مركز مؤتمرات نيو أورلينز موريال، نيو أورلينز، لويزيانا، الولايات المتحدة. لكنها لمن تتمكن من التقدم في المسابقة إلى مراكز 20 الأولى.
اعتذرت الرئيس التنفيذي إيمي إميريش، نيابة عن المنظمة حيث فشل مضيفة هارناز ساندو التي شاركت لأول مرة في الاستضافة خلال المسابقة التمهيدية في تسمية قيرغيزستان أثناء البث المباشر. خلال المنافسة التمهيدية واستمر في الإشارة إلى دولة ألتيناي باسم "كازاخستان" بينما كانت ألتيناي تسير على المدرج مرتدية زيها الوطني المستوحى من البجعة البيضاء وجاء هذا الاعتذار في 15 يناير 2023، علنًا لشعب قيرغيزستان وملكة جمال قيرغيزستان 2021 ألتيناي بوتوياروفا نيابة عن مضيفي المسابقة التمهيدية. من جانبها أيضا قدمت توجهت ملكة جمال الكون 2021 هارناز ساندو إلى وسائل التواصل الاجتماعي لإصدار اعتذار لملكة جمال الكون قيرغيزستان ألتيناي بوتوياروفا عن الخطأ الذي ارتكبته خلال مسابقة ملكة جمال الكون.
وكانت تبلغ من العمر 19 عامًا عندما توجت خليفتها ملكة جمال الكون قيرغيزستان 2023 مايا تورداليفا في 3 أكتوبر 2023 في بيشكيك.

## نشأتها
ولدت ألتيناي بوتوياروفا في 27 ديسمبر 2004 في بيشكيك، قيرغيزستان. لديها شقيقان وأختان في العائلة يعملان كعارضة أزياء، أثناء الدراسة في كلية AUCA، كمصمم (اعتبارًا من عام 2021) فاز بمسابقة في سن 5 سنوات Mini Miss Fashion.
اكملت ألتيناي بوتوياروفا دراستها في إدارة الأعمال، وتتحدث اللغتين القيرغيزية والإنجليزية. كانت تعيش لبضعة أشهر في لندن، بريطانيا العظمى. تعلمت اللغة الإنجليزية في مدرسة حلف بريطانيا العظمى ومقرها لندن.

## التتويج

### ملكة جمال قرغيزستان 2021
حصلت ألتيناي بوتوياروفا على لقب ملكة جمال الكون قيرغيزستان 2022 وفرصة تمثيل بلادها. وستكون هذه المشاركة الثانية لقرغيزستان في مسابقة ملكة جمال الكون. تنحدر ألتيناي بوتوياروفا من بيشكيك، قرغيزستان وتبلغ من العمر 18 عامًا. وهي ليست جديدة على المسابقة الجمال، ففي عام 2021 توجت ملكة جمال بيشكيك 2020. وباعتبارها ملكة جمال بيشكيك 2020، كان من المفترض أن تمثل قيرغيزستان في ملكة جمال العالم 2021 لكن بلادها انسحبت من المنافسة.
وفي عام 2021، تنافست مع 30 مرشحة أخرى في مسابقة ملكة جمال قيرغيزستان 2021 في بيشكيك وفازت بالتاج الوطني. في 21 سبتمبر 2022، تم تعيينها رسميًا كمرشحة قيرغيزستان للمشاركة في مسابقة ملكة جمال الكون 2022.

### ملكة جمال الكون 2022
عادت قيرغيزستان للمنافسة في النسخة الواحد والسبعين من مسابقة ملكة جمال الكون بعد غياب دام أربع سنوات. تنافست بوتوياروفا في ملكة جمال الكون 2022 في مركز مؤتمرات نيو أورليانز موريال، نيو أورلينز، لويزيانا، الولايات المتحدة.

## راوبط خارجية
ألتيناي بوتوياروفا على إنستغرام
| الجوائز و الإنجازات   | الجوائز و الإنجازات      | الجوائز و الإنجازات |
| --------------------- | ------------------------ | ------------------- |
| سبقه لازات نوركوزويفا | ملكة جمال قرغيزستان 2021 | تبعه مايا تورداليفا |